# 克靈格拉本河
49°51′17″N 9°35′52″E / 49.854829°N 9.597829°E
克靈格拉本河（德語：Klinggraben），是德國的河流，位於該國東南部，由巴伐利亞負責管轄，屬於美因河的右支流，河道全長2.2公里，流域面積1.9平方公里。